# Орден «Зірка Республіки Індонезії»
Орден «Зірка Республіки Індонезії» (індонез. Bintang Republik Indonesia) — найвища державна нагорода Індонезії.

## Статут
Нагорода була започаткована 1959 року відповідно до статті 15 Конституції Індонезії та Закону № 5 з метою заохочення громадян, які зробили особливий і значний внесок у процвітання країни. 1972 року Законом № 4 до статуту нагороди було внесено зміни.
Президент Індонезії під час вступу на посаду стає кавалером Зірки Республіки Індонезії першого класу.
Орден може присуджуватись громадянам Індонезії, приватним чи державним організаціям, а також іноземним громадянам. Громадянин, нагороджений орденом, за скоєний злочин не може бути засудженим до терміну тримання у в'язниці понад рік. У разі смерті нагородженого його спадкоємці можуть зберігати нагороду вдома, без права її носіння.

## Опис
Знак ордена — золота семипроменева двогранна загострена зірка із кульками на кінцях, накладена на зовнішню срібну семипроменеву зірку, що складається з багатьох загострених двогранних промінців, між якими штрали з діамантовою огранкою. В центрі знака круглий медальйон синьої емалі з монограмою «RI» рукописним шрифтом. На верхній промінь внутрішньої зірки накладений золотий державний герб Індонезії.
Знак кріпиться до орденської стрічки за допомогою кільця. Зірка ордена аналогічна до знаку, але більшого розміру. Стрічка ордена жовтого кольору з червоними смугами, кількість і товщина яких залежить від класу ордена.

## Ступені
Орден має п'ять класів:
- Кавалер першого класу (індонез. Bintang Republik Indonesia Adipurna) — знак ордена на плечовій стрічці й зірка на лівому боці грудей.
- Кавалер другого класу (індонез. Bintang Republik Indonesia Adipradana) — знак ордена на шийній стрічці й зірка на лівому боці грудей.
- Кавалер третього класу (індонез. Bintang Republik Indonesia Utama) — знак ордена на шийній стрічці.
- Кавалер четвертого класу (індонез. Bintang Republik Indonesia Pratama) — знак ордена на нагрудній стрічці.
- Кавалер п'ятого класу (індонез. Bintang Republik Indonesia Nararya) — знак ордена на нагрудній стрічці.

| Орденські планки                 | Орденські планки                   | Орденські планки               | Орденські планки                   | Орденські планки                |
| -------------------------------- | ---------------------------------- | ------------------------------ | ---------------------------------- | ------------------------------- |
| Кавалер першого класу (Adipurna) | Кавалер другого класу (Adipradana) | Кавалер третього класу (Utama) | Кавалер четвертого класу (Pratama) | Кавалер п'ятого класу (Nararya) |
|                                  |                                    |                                |                                    |                                 |
|                                  |                                    |                                |                                    |                                 |

## Відомі нагороджені
- Президенти Індонезії
- Юрій Гагарін
- Андріян Ніколаєв
- Валентина Терешкова